# Eleccions presidencials del Kirguizstan de 2005
Les eleccions presidencials del Kirguizstan de 2005 van tenir lloc a la República Kirguís el 10 de juliol de 2005. El resultat va ser una victòria aclaparadora del president interí Kurmanbek Bakíev, marcant el final del seu govern interí format després que l'anterior president, Askar Akàiev, fos enderrocat en la revolució el març de 2005.